# خورشیدگرفتگی ۲ اکتبر ۱۹۵۹
خورشیدگرفتگی ۲ اکتبر ۱۹۵۹ (به انگلیسی: Solar eclipse of October 2, 1959) یک خورشیدگرفتگی از نوع خورشیدگرفتگی کامل است. این خورشیدگرفتگی در تاریخ ۲ اکتبر ۱۹۵۹ میلادی (‎۹ مهر ۱۳۳۸ خورشیدی) روی داد که زمان اوج آن، ساعت ۱۲:۲۷:۰۰ به‌وقت ساعت هماهنگ جهانی بوده‌است. مدت زمان و طول این خورشیدگرفتگی ۳ دقیقه و ۲ ثانیه بود.